# Die Kriegsschauplätze und die Bedingungen der Kriegführung

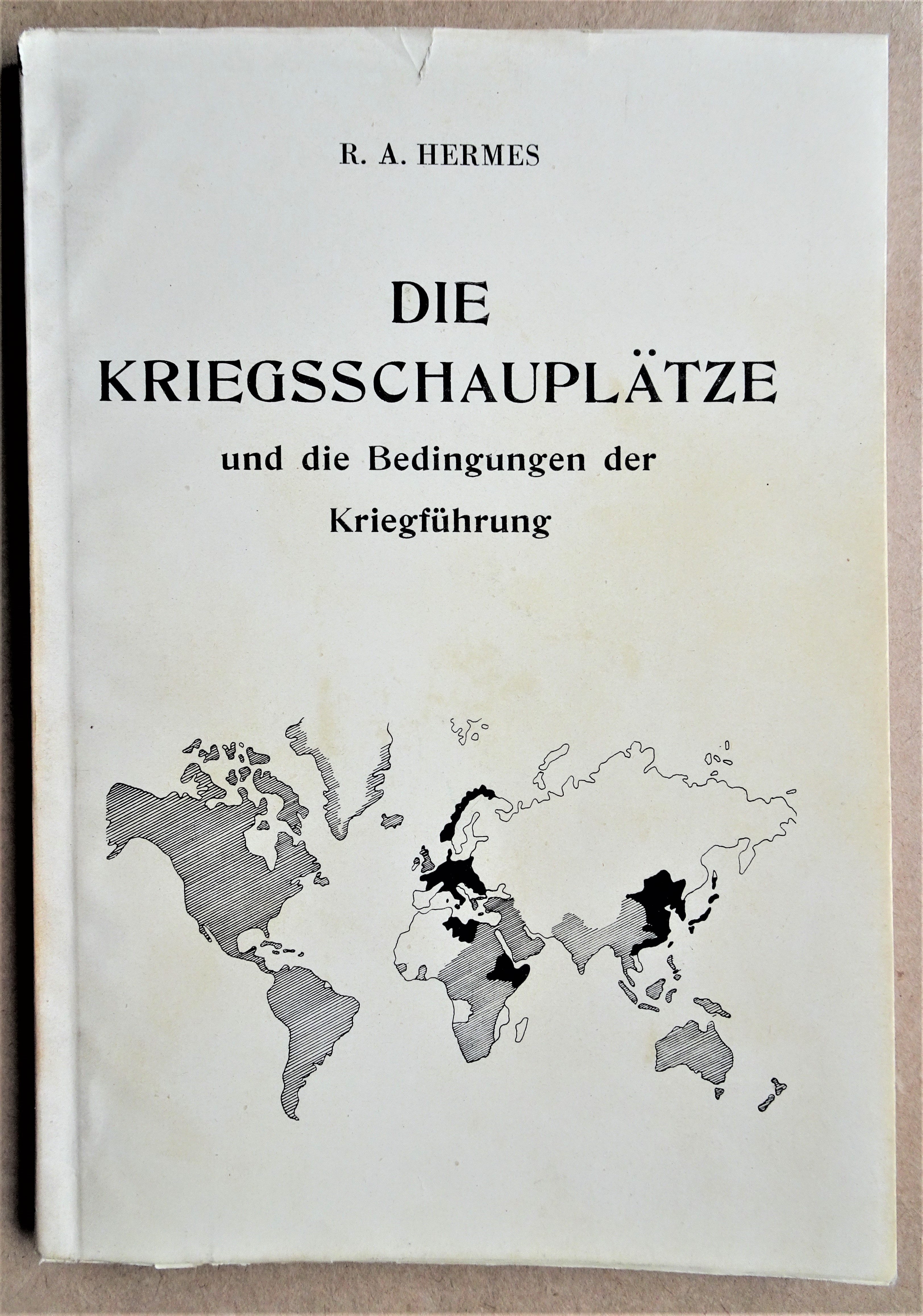
Roesslers Denkschrift

Unter dem Pseudonym Rudolf Alexander Hermes veröffentlichte Rudolf Roessler 1941 in seinem Verlag Vita Nova in Luzern die Studie Die Kriegsschauplätze und die Bedingungen der Kriegführung. Hauptinformant Roesslers oder gar unausgesprochener Autor der Kriegsschauplätze könnte Harro Schulze-Boysen gewesen sein. Er war Adjutant der Attachégruppe im Reichsluftfahrtministerium und nebenamtlicher Dozent für Weltwirtschaft an der Universität Berlin.
Die Denkschrift untersucht die Ziele, die Mittel und das geographische und politische Umfeld der in den künftigen Zweiten Weltkrieg einbezogenen Mächte, seien sie kriegführend, noch nicht kriegführend oder neutral. Der Kenntnisstand ist Anfang 1941. Roessler hebt hervor, dass über Kriegserfolge politische Kräfte entscheiden und nicht die rein militärischen Fähigkeiten der kriegführenden Staaten. Roessler kam zu dem Ergebnis, dass die Herrschaft über die Weltmeere über den Kriegsausgang entscheidet. Dabei müssten die USA und Großbritannien die Seeherrschaft nur verteidigen, das Deutsche Reich, Italien und Japan erst noch erwerben. Gebietszuwächse seien bestenfalls zweideutig. Dem Leser überließ er die Schlussfolgerung, dass die Achsenmächte und Japan unterliegen werden. Roessler sagte 1953, er habe sich zurückhaltend ausgedrückt, um einen Protest des Deutschen Reiches zu vermeiden, das sich nach damaligem Kenntnisstand auf dem Höhepunkt seiner Macht befand. Die Denkschrift war auch an den Schweizer Armeestab gerichtet, der die Arbeitsergebnisse Roesslers über das Büro Hausamann kannte.

## Kriegssituation im Beurteilungszeitpunkt Ende 1940

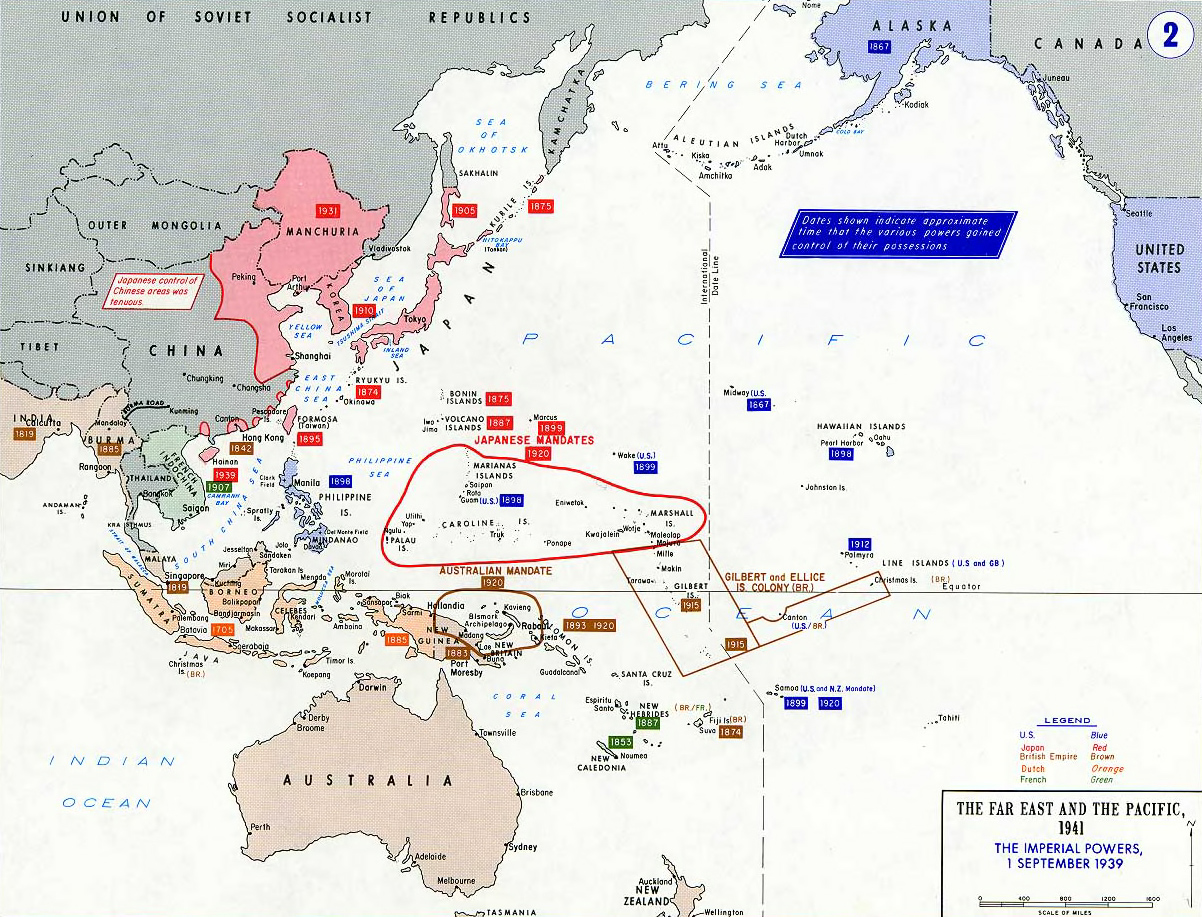
Die Machtverteilung in Südostasien und im Pazifik

Das Deutsche Reich, Italien, Großbritannien und Frankreich führen gegeneinander Krieg. Das Deutsche Reich, Italien und Japan sind im Dreimächtepakt verbündet. Japan hat Teile Chinas besetzt und in der Mandschurei einen Marionettenstaat errichtet. Japan hat aber die amerikanische Flotte noch nicht überfallen. Die britischen Landstreitkräfte haben Frankreich verlassen und sind über Dünkirchen auf die Insel zurückgekehrt.

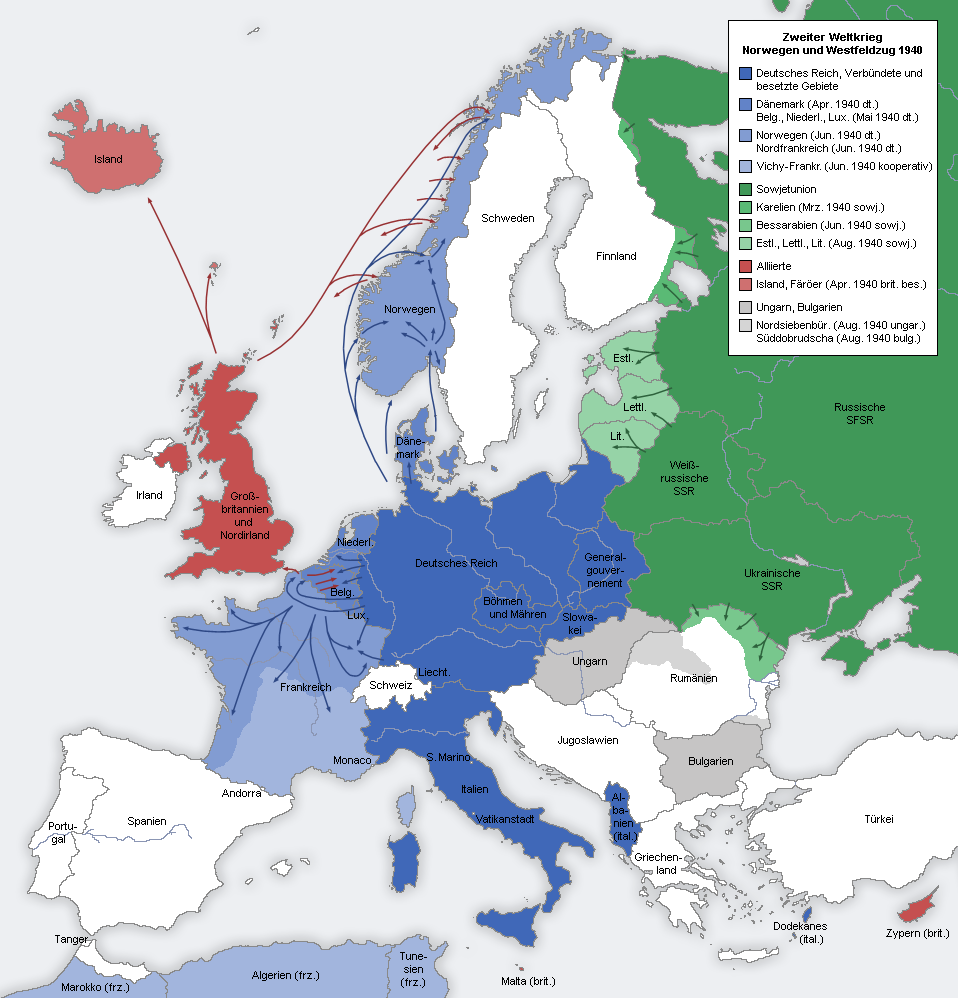
Kriegslage in Europa 1940

Frankreich ist teilweise besetzt, im Südosten regiert eine Marionettenregierung. Die Luftschlacht über England hat schon stattgefunden, die britische Luftwaffe ist aber nicht vernichtet. Die Sowjetunion ist zurzeit nicht kriegführend. Sie hat aber Estland, Lettland und Litauen ganz, Polen zum großen Teil und Finnland teilweise annektiert. Sie ist wegen des Angriffs auf Finnland aus dem Völkerbund ausgeschlossen. Dem Deutschen Reich sicherte sie die Lieferung von Öl, Erzen und Getreide zu. Der Überfall des Deutschen Reichs auf die Sowjetunion hat noch nicht stattgefunden. Italien hat schon Albanien besetzt und Griechenland angegriffen.
Die Türkei ist neutral und wird es bleiben; Ägypten ist noch neutral. Jugoslawien ist noch nicht von Deutschland besetzt; Ungarn und Rumänien sind dem Dreimächtepakt beigetreten, aber noch nicht kriegführend. Bulgarien ist noch neutral. Die USA sind noch nicht kriegführend, liefern aber schon Rüstungsgüter nach Großbritannien. Der U-Boot-Krieg im Nordatlantik hat schon begonnen, ist aber nicht zugunsten von Großbritannien und den Vereinigten Staaten entschieden. Die Invasionen der Alliierten in Italien, Südfrankreich und in der Normandie beginnen erst 1943.

## Kriegspolitische Kräfte und Grundlagen
Die herkömmliche Militärwissenschaft glaubt oft, dass der Verlauf eines Krieges von der Abfolge der Kampfhandlungen bestimmt wird. Sie kann nicht erklären, warum Kriege auf den Schlachtfeldern gewonnen werden, aber organisatorisch und politisch verloren werden. Als geniale Heerführer genießen Anerkennung Hannibal, Alexander der Große, Karl XII. von Schweden und Napoleon, weil sie Schlachten gewonnen haben. Unter dem Eindruck der gewonnenen Schlachten wird gerne vergessen, dass sie ihre Kriege verloren haben. Sie sind an der Überentwicklung ihres militärischen Denkens und Begabung gescheitert. Im Gegensatz zu ihnen dachte Cäsar daran, dass als Sieg nur zu betrachten ist, was die Streitkräfte zur politischen, wirtschaftlichen, sozialen und kulturellen Festigung des Staatswesens einbringen können.
Die Militärwissenschaft des 20. Jahrhunderts hat sich im 19. Jahrhundert entwickelt und befasst sich mit der Anwendung von Waffen, Truppen und Hilfsmitteln. Sie setzt voraus, dass die Politik günstige Rahmenbedingungen für einen politischen Sieg geschaffen hat. Die Forderung nach dem „totalen Krieg“ beschäftigt sich in erster Linie mit der Einschränkung ziviler Tätigkeiten und der Militarisierung des Alltags. Wesentliche Energien, schöpferische Kräfte und produktive Begabungen des kriegführenden Landes bleiben deshalb ungenutzt.

## Schauplätze und Stützpunkte der Kriegführung
Im 20. Jahrhundert wird erkennbar, dass Kriegsschauplätze nicht mehr auf die kriegführenden Parteien beschränkt sind. Nichtkriegführende und neutrale Mächte sind nur scheinbar am Krieg unbeteiligt. Agrarwirtschaftlich, industriewirtschaftlich, organisatorisch-technisch, sozialpolitisch und kulturpolitisch sind sie in den Krieg sehr wohl mit einbezogen. Je bedeutender der Welthandel ist, umso mehr Mächte sind in einen Krieg einbezogen, auch die weit entfernten. Von kriegsentscheidender Bedeutung ist, für oder gegen wen die Angehörigen der nichtkriegführenden Staaten denken oder produzieren und wem sie ihre Sympathien gewähren oder versagen.
Ein Kriegserfolg tritt nur dann ein, wenn es einem Kriegführenden gelingt, von seiner Basis auf die Basis seines Gegners zuzugreifen, ohne die eigene Basis zu gefährden.
Positionen für eine erfolgreiche Kriegführung könne sein: Militärische, territoriale oder maritime Positionen, aber auch wirtschaftliche, geistige oder propagandistische Positionen. Je mehr solche Positionen ein Kriegführender ohne oder mit nur geringem militärischem Einsatz erwerben kann, um so größere militärische Machtmittel kann er auf den rein militärischen Kriegsschauplatz konzentrieren.
Territoriale Zuwächse können zum Kriegserfolg beitragen, aber ebenso zum Misserfolg. Entscheidend ist, ob der Erwerber das Territorium mit Gewalt und mit dem damit verbundenen Aufwand verwalten muss, oder ob der kriegführende Erwerber eine politische Verschmelzung zwischen dem besetzten Land und seinem Land herbeiführen kann. Eine Verschmelzung setzt voraus, dass der Erwerber genügend Parteigänger im besetzten Land an sich binden kann.

## Die Kriegsschauplätze

### Nordsee und Ärmelkanal
Eine britische Invasion auf das Festland und eine deutsche Invasion auf die britische Insel wird es aus der Sicht von Ende Februar 1941 auf absehbare Zeit nicht geben. Das Risiko des Scheiterns ist für beide Kriegsparteien zu hoch. Eine Invasion wird den Krieg abschließen, aber nicht einleiten. Allerdings dient die Seekriegsführung und die Luftkriegsführung dazu, eine Invasion ins Land des Gegners vorzubereiten. Beide Kriegsparteien, das Deutsche Reich und Großbritannien, wollen ihre Verteidigungsbasis in eine Angriffsbasis umwandeln.
Die Kriegsstärke des Deutschen Reiches beruht auf der Größe seines Heeres, die britische auf der Größe der Flotte. Stark sind die Positionen des Deutschen Reichs gegen die wichtigsten Häfen Großbritanniens. Diese liegen im Angriffsbereich der Luftwaffe und der Unterseeboote. Die deutsche Kriegsmarine ist aber nicht in der Lage, durch den Ärmelkanal in den Atlantik vorzustoßen, und sie kann auch nicht über die Nordsee in den Atlantik gelangen.
Das Deutsche Reich und Großbritannien haben nur begrenzte Kriegsziele im Gebiet der Nordsee und des Ärmelkanals; sie münden in die britische Blockade des Deutschen Reichs und die deutsche Gegenblockade Großbritanniens ein. Das Deutsche Reich kann aber nur Großbritannien und Nordirland blockieren, jedoch nicht das gesamte britische Empire. Deutschland ist auf die Güterzufuhr aus Übersee nicht so stark angewiesen wie die britischen Inseln, deren wirtschaftliches Leben auf der Überseeschifffahrt beruht.

### Die Rolle des Atlantischen Ozeans
Das Ringen von Blockade und Gegenblockade wird nur teilweise in der Nordsee und im Ärmelkanal entschieden. Es findet auch im Atlantik statt, in Form von Schiffsversenkungen, Kämpfen zwischen Geleitzügen und Fliegern und Jagden auf Unterseeboote. Entscheidend sind auch die nichtkriegführenden Länder, nicht nur die kriegführenden. Die Vereinigten Staaten sind ausschlaggebend mit ihrer Wirtschafts- und Flottenmacht, mit der sie bisher die Gegenblockade erschwert haben. Portugal besitzt die kapverdischen Inseln und Madeira, beide nahe an den britischen Schifffahrtsrouten nach Südafrika, Indien und Australien. Weiter besitzt Portugal die Azoren im mittleren Atlantik. Im nördlichen Atlantik beherbergen Island und die Färöer-Inseln britische Stützpunkte. Unter allen Kriegsschauplätzen ist der Atlantik der wichtigste. Vierzehn nichtkriegführende Länder mit 250 Mio. Einwohnern und afrikanische Gebiete mit 60 Mio. Einwohnern sind vom Krieg im Atlantischen Ozean betroffen. Die Entscheidung auf dem Großkriegsschauplatz hängt davon ab, zu wessen Gunsten diese Länder ihre Macht und ihre Exporte an Rohstoffen, Waren, Waffen, Maschinen und immaterieller Güter in die Waagschale werfen.

### Die Rolle des Mittelmeeres
Das Mittelmeer wird beherrscht im Westen von Großbritannien, im nördlichen Teil rund um den Stiefel von Italien und im östlichen Teil wiederum von Großbritannien. Der südliche, mittlere Teil vor der nordafrikanischen Küste ist zwischen Italien und Großbritannien umkämpft. Deshalb werden die Achsenmächte Deutschland und Italien versuchen, das neutrale Ägypten zu erobern, und Großbritannien wird versuchen, die italienische Land- und Flottenmacht im mittleren, südlichen Teil des Mittelmeeres auszuschalten. Ein Angriff der Achsenmächte über die Türkei ist denkbar, wenn sie ihre Neutralität aufgibt, und den Durchmarsch nach Ägypten gestattet. Eine Änderung der neutralen türkischen Haltung ist aber nicht abzusehen.

### Nordostafrika

Italienische Eroberungen bis 1940

Die britische Flotte kontrolliert alle Häfen des Roten Meeres und den Seeverkehr mit dem Indischen Ozean. Es kann sich auf die starke Seefestung Aden stützen und auf die Küsten und Inselstützpunkte im Roten Meer. Die Waffenmacht, die Italien bisher in Ostafrika ansammeln konnte, ist nicht so groß, als dass sie die britische Seeorganisation hätte beeinflussen können. Die Achsenmächte führen einen Kampf um den italienischen Besitz und beabsichtigen auch, Großbritannien militärisch und kriegswirtschaftlich in Anspruch zu nehmen. Sie wollen verhindern, dass britische Kräfte in Ostafrika überflüssig werden und nach Griechenland in die nächste Nähe Italiens verlegt werden können. Großbritannien will seinerseits verhindern, dass aus Griechenland in eine deutsch-italienische Plattform für einen Angriff auf die britischen Stellungen im östlichen Mittelmeer verwandelt wird.

### Balkan
Italien hat bis Februar 1941 noch keinen Gewinn daraus gezogen, dass es das nahe Albanien besetzen konnte, und dass Griechenlands Verbündeter sehr weit entfernt ist. Griechenland hat den Vorteil, dass es von seiner Front nicht durch ein Meer getrennt ist. Großbritannien wird versuchen, eine italienische Besetzung von Griechenland zu verhindern. Großbritanniens Seeherrschaft im Mittelmeer hängt nämlich davon ab, dass es Zugang zu griechischen Häfen hat. Italien und das Deutsche Reich werden sich gegen einen Verlust Albaniens wehren, da die italienische Sicherheit von den albanischen und griechischen Häfen abhängt. Der italienisch-griechische Krieg wird sich auf das Deutsche Reich und Großbritannien erweitern. Die Sowjetunion hat ihre Haltung im Kampf um den Balkan noch nicht festgelegt. Die Sowjetunion glaubt nicht daran, dass die Achsenmächte über den Balkan den Bosporus und die Dardanellen erreichen wollen, weil dort die Verkehrswege nach Süden nicht ausreichen. Sie traut sich den Kampf um den Bosporus und die Dardanellen auch für den Fall zu, dass dort andere Mächte kämpfen.

### Ferner Osten
Die Position der Sowjetunion im Fernen Osten ist dadurch geschwächt, dass Japan Korea und die Mandschurei ganz und China teilweise erobert hat. Die mehr als 2.000 km lange Grenze zwischen der Sowjetunion und China ist nicht mehr harmlos, sondern zwingt der Sowjetunion eine Grenzverteidigung auf, der sie kaum gewachsen ist. Die strategischen Positionen der Sowjetunion im Fernen Osten sind 6.000 km vom europäischen Kraft- und Wirtschaftszentrum auf dem Landweg entfernt. Die ostasiatische Seeflotte der Sowjetunion ist schwach und durch Japan eingekreist. Die Sowjetunion macht von der ihr noch verbliebenen Möglichkeit Gebrauch, China und die Armeen Chiang Kai-sheks zu unterstützen.

### Pazifik und Stiller Ozean
Die Vereinigten Staaten widersetzen sich der Absicht Japans, die ganze indochinesische Küste zu gewinnen. Sie versuchen, sich mit ihren Seestreitkräften in die weite japanische Einflusszone hineinzuschieben und das Schwergewicht der pazifisch-amerikanischen Flottenbereitschaft an die asiatische Küste zu verlagern. Die Vereinigten Staaten einerseits und die im Dreimächtepakt vereinten Nationen Japan, Deutschland und Italien andererseits haben erkannt, dass der Sieg den Mächten zufällt, die die großen Passagen des Verkehrs auf den Weltmeeren beherrschen. Großbritannien und die Vereinigten Staaten haben ihre Seemacht zu verteidigen, und die drei Mächte, vor allem Deutschland und Italien müssen sie erst noch erwerben. Großbritannien und die Vereinigten Staaten werden ihre Flotten einsetzen, um ihre Gegner voneinander fernzuhalten, und die Achsenmächte und Japan werden versuchen, vom Festland her Einfluss zu nehmen.